# Ian McCafferty
Ian McCafferty (Ian John McCafferty; * 24. November 1944) ist ein ehemaliger britischer Mittel- und Langstreckenläufer.
Bei den British Empire and Commonwealth Games 1966 in Kingston wurde er für Schottland startend Fünfter über drei Meilen. 1967 wurde er bei den Europäischen Hallenspielen in Prag Fünfter über 3000 m, und 1969 gewann er für Schottland startend Bronze beim Cross der Nationen.
1970 holte er bei den British Commonwealth Games in Edinburgh Silber über 5000 m und wurde Sechster über 1500 m.
Bei den Olympischen Spielen 1972 in München kam er über 5000 m auf den elften Platz.
Von 1967 bis 1969 wurde er dreimal in Folge Englischer Hallenmeister über zwei Meilen bzw. 3000 m. Dreimal wurde er Schottischer Meister im Meilenlauf (1965–1967) und je einmal über 5000 m (1971) und im Crosslauf (1972).

## Persönliche Bestzeiten
- 1500 m: 3:42,21 min, 22. Juli 1970, Edinburgh
- 1 Meile: 3:56,8 min, 11. Juni 1969, Reading
- 3000 m: 7:57,6 min, 1972
  - Halle: 7:56,2 min, 25. Februar 1967, Lyon
- 5000 m: 13:19,66 min, 14. Juli 1972, London